# فوكر 70
فوكر 70  أو إف 70 (بالإنجليزية: Fokker 70)‏ هي طائرة رحلات جوية، ذات بدن ضيق، متوسطة المدى وذات محركين توربيني مروحي، أنتجت في 1992 بهولندا. من صناعة فوكر. كان أول طيران لها في 4 أبريل 1993. دخلت الخدمة في 1994، ومازالت في الخدمة حتى الآن. صنع منها 47 طائرة ومعظمها لا يزال في الخدمة الفعلية مع شركات الطيران في جميع أنحاء العالم، وخاصة شركات الطيران الأوروبية.
وتعتبر فوكر 70 بمثابة نسخة مصغرة من طراز فوكر 100. وطائرة فوكر إف 28 فلوشيب التي كانت أول طائرة نفاثة تصنعها فوكر كانت قد سبقت كل من طائرتي إف 70 وإف 100.

## المستخدمون
- كارباتإير
- الخطوط الجوية الفيتنامية
- KLM Cityhopper
- Tyrolean Airways